# Euprepes
Euprepes (en llatí Euprepes) va ser un conductor de carros de carreres romà, que tenia, segons els annals de carreres de Roma, el nombre més gran de victòries, un total de 782, major que cap altra corredor fins al seu temps. Caracal·la el va fer matar l'any 211 perquè corria amb uns colors que no eren els afavorits per l'emperador, que era seguidor dels blaus.